# Hippomedon robustus
Hippomedon robustus är en kräftdjursart som beskrevs av Georg Ossian Sars 1895. Hippomedon robustus ingår i släktet Hippomedon, och familjen Lysianassidae. Arten är reproducerande i Sverige.